# Período pré-guerra do Kosovo
O período pré-guerra do Kosovo se refere a um período na história do Kosovo que ocorreu durante os anos de 1991 a 1995.
Começou em 22 de Setembro de 1991, com a Declaração da República auto-independente do Kosovo (República de Kosova) e terminou com o início da Insurgência no Kosovo (1995-1998). 

## Antecedentes
Em março e abril de 1981, um protesto estudantil em Pristina, capital da então Província Autônoma Socialista do Kosovo, levou a protestos generalizados de albaneses do Kosovo exigindo mais autonomia dentro da República Socialista Federativa da Iugoslávia. A Presidência da Iugoslávia declarou estado de emergência em Pristina e Kosovska Mitrovica, o que levou a tumultos. A agitação foi reprimida por uma grande intervenção policial que causou inúmeras vítimas, e seguiu-se um período de repressão política. 
As manifestações começaram em 11 de março de 1981, inicialmente como um protesto espontâneo em pequena escala por melhor alimentação na cantina da escola e melhores condições de vida nos dormitórios.  Entre dois e quatro mil manifestantes foram dispersos pela polícia, tendo sido efectuadas cerca de uma centena de detenções.   Os protestos estudantis recomeçaram duas semanas depois, em 26 de março de 1981, quando vários milhares de manifestantes entoaram slogans cada vez mais nacionalistas e a polícia usou a força para dispersá-los, ferindo 32 pessoas.  O engajamento incluiu um protesto de estudantes albaneses em um dormitório.
À medida que a polícia reagia negativamente ao aumento percebido do nacionalismo entre os manifestantes, mais prisões foram feitas, o que por sua vez alimentou mais protestos.  Em 30 de março, os estudantes das três maiores faculdades universitárias declararam um boicote, temendo o retorno do Rankovićismo.  As reivindicações dos estudantes albaneses eram tanto nacionalistas como igualitaristas, o que implicava um desejo por um tipo de socialismo diferente do tipo iugoslavo, marcado pelo semi-confederalismo e pela autogestão dos trabalhadores. 
Em 1 de abril, ocorreram manifestações no Kosovo e 17 polícias ficaram feridos em confrontos com os manifestantes, sem conseguir dispersá-los.  O exército avançou para proteger as instituições estatais e Mahmut Bakalli logo os apelou para que enviassem tanques para as ruas. 
Em poucos dias, os protestos sobre as condições dos estudantes transformaram-se em descontentamento pelo tratamento dado à população étnica albanesa pela maioria sérvia e, depois, em motins e exigências nacionalistas albanesas.   A principal exigência era que o Kosovo se tornasse uma república dentro da Jugoslávia, em oposição ao seu então estatuto de província da Sérvia.   As autoridades atribuíram os protestos aos radicais nacionalistas – a Politika de maio de 1981 afirmou que o objectivo dos protestos era que a República do Kosovo se separasse da Iugoslávia e se juntasse à Albânia. 
A exigência de que o Kosovo se tornasse a sétima república da Iugoslávia era politicamente inaceitável para a Sérvia e para a República Socialista da Macedônia.  Em 2 de abril de 1981, a Presidência da Iugoslávia, sob a presidência de Cvijetin Mijatović, declarou estado de emergência em Pristina e Kosovska Mitrovica, que durou uma semana.  
A Presidência enviou forças especiais para impedir as manifestações.  O governo federal enviou 30.000 soldados para a província. Houve tumultos e as autoridades iugoslavas usaram a força contra os manifestantes. Em 3 de abril, as últimas manifestações ocorreram em Vučitrn, Uroševac, Vitina e Kosovska Mitrovica, que foram logo reprimidas pela mobilização policial adicional. 
Os distúrbios envolveram 20.000 pessoas em seis cidades.  No final de Abril, o New York Times noticiou que nove pessoas morreram e mais de cinquenta ficaram feridas durante os protestos.  Em Julho, o meio de comunicação noticiou que mais de 250 pessoas ficaram feridas até ao fim dos protestos. 

## Eventos

### Declaração de independência da República do Kosovo
No final de junho de 1990, membros albaneses da assembleia provincial propuseram uma votação sobre a formação de uma república independente; o presidente da assembleia, de etnia sérvia, imediatamente a encerrou e prometeu reabri-la em 2 de julho, o que foi posteriormente adiado.
Em 2 de Julho, a grande maioria dos membros albaneses da Assembleia Provincial regressou à Assembleia, mas esta estava fechada; por isso, na rua, votaram para declarar o Kosovo uma República dentro da federação iugoslava.  O governo sérvio respondeu dissolvendo a Assembleia e o governo do Kosovo, removendo qualquer autonomia restante. O governo sérvio aprovou então outra lei sobre relações laborais que despediu mais 80.000 trabalhadores albaneses. 
Membros étnicos albaneses da agora oficialmente dissolvida Assembleia do Kosovo se reuniram em segredo em Kaçanik em 7 de setembro e declararam a "República de Kosova", na qual as leis da Iugoslávia só seriam válidas se fossem compatíveis com a constituição da República. A assembleia declarou a "República do Kosova" um estado independente em 22 de setembro de 1991.  Esta declaração foi apoiada por 99% dos eleitores num referendo não oficial realizado alguns dias depois.  A República do Kosovo recebeu o reconhecimento diplomático da Albânia.  As autoridades sérvias rejeitaram os resultados das eleições e tentaram capturar e processar aqueles que tinham votado. 

### Treinamento de Kosovares na Albânia
Durante o ano de 1991, um grupo de kosovares étnicos fugiu para a Albânia, onde completaram um curso secreto de treinamento militar com a ajuda do exército e do governo albaneses. O treinamento também foi apoiado pelo então presidente albanês Ramiz Alia. Entre esses combatentes, 50 cruzariam ilegalmente a fronteira para a Iugoslávia. Este grupo, liderado por Adem Jashari, Hamëz Jashari e Ilaz Kodra, mais tarde se tornaria os membros fundadores do KLA. 

### Cerco de Prekaz
Em 29 de dezembro, Adem Jashari recebeu uma ligação de um amigo de confiança avisando-o sobre a aproximação de um comboio do MUP com veículos blindados e helicópteros. Em resposta, Adem e seu irmão Hamëz reuniram quatro amigos e parentes e buscaram refúgio na aldeia vizinha de Kodra .   Acreditando que estavam seguros, Adem e Hamëz voltaram para casa nas primeiras horas de 30 de dezembro, mas foram recebidos a tiros por policiais sérvios. Durante o tiroteio que se seguiu, uma multidão de albaneses armados e desarmados convergiu para a casa de Jashari, quebrando efetivamente o cerco e forçando a unidade do MUP a recuar e posteriormente declarar Prekaz uma "área proibida".   

### Ataques de Skenderaj-Drenas
Entre os anos de 1991 e 1994, Adem Jashari liderou vários ataques a delegacias e patrulhas policiais iugoslavas nas cidades de Skenderaj e Drenas. Durante esses ataques, suas forças seriam capazes de matar dezenas de oficiais. 

#### Ataque de Glogovac
Em maio de 1993, ocorreu um ataque com motivação política em Drenas, realizado pelo Exército de Libertação do Kosovo (KLA) sob a liderança de Hashim Thaçi e seus associados. Homens armados escondidos emboscaram um veículo policial, resultando na morte e ferimentos de vários polícias sérvios.   O ataque resultou na morte de 5 agentes e no ferimento de 2. 

### Incidente de Lješane
Em 26 de maio de 1992, a polícia sérvia planejava prender Tahir Berisha, um professor de arte da vila de Lješane, Peć. Quando o confrontaram, Tahir atirou nos policiais e matou um deles, ferindo o outro, porém foi baleado e morto. 

### Prisão no Outono de 1994
No outono de 1994, o Serviço Secreto Sérvio prendeu Besim Rama, um albanês de Prekaz que era muito próximo de Adem Jashari. Durante o julgamento de Rama, o Tribunal de Pristina acusou os combatentes albaneses Adem Jashari, Ilaz Kodra, Hashim Thaçi, Rexhep Selimi, Fadil Kodra, Zenun Kodra, Nuredin Lushtaku, Sami Lushtaku, Sahit Jashari, Idriz AsIlani, Ali Jonuzi e Jakup Nura à revelia. 

### Ataques em 1995
Um polícia sérvio foi assassinado em 1995, alegadamente pelo KLA.  Desde 1995, o KLA procurou desestabilizar a região, esperando que os Estados Unidos e a NATO interviessem.  Patrulhas sérvias foram emboscadas e policiais foram assassinados.  Foi apenas no ano seguinte que a organização do KLA assumiu a responsabilidade pelos ataques. 

## Consequências
A insurgência no Kosovo começou em 1995, após o Acordo de Dayton que encerrou a Guerra da Bósnia. Em 1996, o Exército de Libertação do Kosovo (KLA) começou a atacar prédios governamentais e delegacias de polícia sérvias. Esta insurgência levaria à Guerra do Kosovo, mais intensa, em Fevereiro de 1998.   
O KLA atacou várias esquadras de polícia e feriu muitos polícias em 1996-1997. 
Em 1996, o semanário britânico The European publicou um artigo de um especialista francês afirmando que "os serviços de inteligência civis e militares alemães estiveram envolvidos no treinamento e equipamento dos rebeldes com o objetivo de consolidar a influência alemã na área dos Bálcãs. (...) O nascimento do KLA em 1996 coincidiu com a nomeação de Hansjoerg Geiger como o novo chefe do BND (Serviço Secreto Alemão). (...) Os homens do BND eram responsáveis pela seleção de recrutas para a estrutura de comando do KLA entre os 500.000 kosovares na Albânia."  O ex-assessor sênior do parlamento alemão Matthias Küntzel tentou provar mais tarde que a diplomacia secreta alemã tinha sido fundamental para ajudar o KLA desde sua criação. 
Os representantes do KLA reuniram-se com agências de inteligência americanas, britânicas e suíças em 1996,   e possivelmente "vários anos antes"  e, de acordo com o The Sunday Times, "agentes de inteligência americanos admitiram que ajudaram a treinar o Exército de Libertação do Kosovo antes do bombardeamento da Iugoslávia pela OTAN".  Agentes de inteligência negaram, no entanto, que estivessem envolvidos no armamento do KLA.
Em fevereiro de 1996, o KLA realizou uma série de ataques contra esquadras de polícia e funcionários do governo jugoslavo, afirmando que as autoridades jugoslavas tinham matado civis albaneses como parte de uma campanha de limpeza étnica.  As autoridades sérvias denunciaram o KLA como uma organização terrorista e aumentaram o número de forças de segurança na região. Isso teve o efeito contraproducente de aumentar a credibilidade do embrionário ELK entre a população albanesa do Kosovo. Em 22 de abril de 1996, quatro ataques contra agentes de segurança sérvios foram realizados quase simultaneamente em várias partes do Kosovo.
Em Janeiro de 1997, as forças de segurança sérvias assassinaram o comandante do KLA, Zahir Pajaziti, e dois outros líderes num ataque na auto-estrada entre Pristina e Mitrovica, e prenderam mais de 100 militantes albaneses. 
Jashari, como um dos criadores e líderes do KLA, foi condenado por terrorismo à revelia por um tribunal iugoslavo em 11 de julho de 1997. A Human Rights Watch descreveu posteriormente o julgamento, no qual outros catorze albaneses do Kosovo também foram condenados, como "[não estando] em conformidade com as normas internacionais". 
A agitação civil de 1997 na Albânia permitiu ao KLA adquirir grandes quantidades de armas saqueadas dos arsenais albaneses.  Um relatório de inteligência de 1997 declarou que o KLA recebeu receitas do tráfico de drogas, usadas para comprar armas.  O KLA recebeu grandes fundos de organizações da diáspora albanesa. Existe a possibilidade de que entre os doadores do KLA estivessem pessoas envolvidas em actividades ilegais, como o tráfico de droga, no entanto não existem provas suficientes de que o próprio KLA estivesse envolvido em tais actividades.   
Em 25 de novembro de 1997, a polícia e o exército iugoslavos deveriam realizar uma incursão na vila de Rezalla, mas foram emboscados pelas forças do KLA lideradas por Adem Jashari, que estavam escondidas na floresta. Após a retirada, as forças iugoslavas se reorganizaram e começaram a cruzar a estrada Skenderaj-Klina enquanto um helicóptero fazia a varredura à frente. Adem Jashari reuniu 22 insurgentes do KLA e esperaram na passagem estreita que cercava a estrada. Quando os veículos iugoslavos chegaram, os insurgentes do KLA atiraram neles, matando muitos e danificando a artilharia e os veículos iugoslavos. Devido a isso, as forças iugoslavas recuaram para a aldeia de Llausha, onde atiraram em dois professores albaneses que trabalhavam na escola primária da aldeia. 
Em 28 de novembro, após o fim da batalha, o KLA fez sua primeira aparição pública no funeral de um dos professores mortos pelas forças sérvias, fazendo um discurso cercado por uma multidão composta por centenas de civis albaneses étnicos. 
Em 1 de Dezembro de 1997, o KLA abateu um avião de transporte iugoslavo perto de Pristina. 